# 모르텐 감스트 페데르센
모르텐 감스트 페데르센(노르웨이어: Morten Gamst Pedersen, 1981년 9월 8일 ~ )은 노르웨이의 축구 선수로 포지션은 미드필더이다. 현재는 아사네 포트볼 소속으로 뛰고 있다.

## 클럽 경력

### 트롬쇠
페데르센은 핀마르크주 바드쇠에서 태어났으며 1997년부터 1999년까지 노르웨이의 유소년 축구 클럽에서 뛰었다.
페데르센은 2000년에 노르웨이의 축구 클럽 트롬쇠에 합류하면서 티펠리겐(현재의 엘리테세리엔) 무대에 데뷔했는데 트롬쇠는 2001 티펠리겐 시즌에서 1. 디비숀(노르웨이의 2부 축구 리그)으로 강등되었다. 페데르센은 2002 1. 디비숀 시즌에서 23경기에 출전하여 18골을 기록하면서 팀의 티펠리겐 승격에 기여했고 1. 디비숀 시즌 득점왕에 오르는 영예를 안았다. 2004 티펠리겐 시즌에서는 7골을 넣으면서 트롬쇠에서 돌파구를 찾았다.
페데르센은 트롬쇠에서 활동하던 동안에 티펠리겐 103경기에 출전하여 40골을 기록하는 우수한 성적을 기록했고 2004년 8월에 시즌의 절반 정도만 진행된 상태에서 잉글랜드의 블랙번 로버스와의 계약을 체결했다. 페데르센의 이적료는 150만 영국 파운드로 책정되었는데 향후 경기 출전을 기준으로 할 때 250만 영국 파운드로 오를 수 있었다. 페데르센은 2003년 7월에 첼시로 이적한 데이미언 더프가 남긴 공백을 메워야 했다.

### 블랙번 로버스
페데르센은 2004-05 프리미어리그 시즌에 맞춰 그레임 수네스 블랙번 로버스 감독과의 계약을 체결했다. 페데르센은 2004년 8월 28일에 열린 맨체스터 유나이티드와의 경기에 출전하면서 프리미어리그 무대에 데뷔했는데 블랙번 로버스는 맨체스터 유나이티드와 1-1 무승부를 기록했다. 페데르센은 프리미어리그에서 영향력을 행사하기 위해 고군분투했는데 2004년 9월에 마크 휴스가 블랙번의 새 감독으로 교체되기 이전까지는 선발되지 않은 기간이 길었다. 하지만 2005년부터 카디프 시티와의 경기에서 측면 미드필더로 복귀한 이후에 3경기에서 3골을 기록했다. 페데르센은 2004-05 프리미어리그 시즌에서 27경기에 출전하여 8골을 기록했다.
페데르센은 2005-06 프리미어리그 시즌에서 블랙번 로버스의 왼쪽 미드필더 자리를 차지하면서 인상적인 장면들을 남겼다. 특히 풀럼과의 경기에서는 절묘한 발리슛으로 골을 기록했는데 2005년 8월에 영국 방송 협회(BBC)가 선정한 이 달의 골로 선정되는 영예를 안았다. 페데르센은 2005년 9월에 맨체스터에 위치한 올드 트래퍼드에서 열린 맨체스터 유나이티드와의 원정 경기에서 2골을 기록하면서 블랙번 로버스의 2-1 승리에 기여했다.
페데르센은 2006-07 프리미어리그 시즌 초반에 폼을 잡기 위해 고군분투하다가 후반에 가면서 다시 폼을 잡았다. 페데르센은 2008년에 폴 인스가 블랙번 로버스의 새 감독으로 임명되면서 팀 안팎을 오갔으나 2008년 12월에 샘 앨러다이스가 새 감독으로 임명되면서 다시 주전 선수로 기용되었다. 페데르센은 앨러다이스 휘하의 블랙번 로버스에서 공격형 중앙 미드필더로 기용되었는데 초반에는 큰 성공을 기록했다. 페데르센은 2010년 4월 17일에 열린 에버턴과의 경기 도중에 에버턴 소속 미드필더였던 미켈 아르테타를 향해 태클을 가하자 아르테타한테 볼과 눈이 찔리는 사고를 당했는데 두 선수 모두 경기를 중단시키는 반칙으로 인해 심판으로부터 경고를 받았다.
블랙번 로버스는 2010년 5월 19일에 페데르센이 1년 동안에 걸친 협상 끝에 블랙번에 위치한 이우드 파크에서 4년 동안의 새로운 계약을 체결했는데 이 계약은 2014년 여름까지 계속된다. 페데르센은 2009-10 프리미어리그 시즌에서 30경기 이상에 출전하면서 3골을 기록했는데 블랙번 로버스는 홈 10경기, 원정 3경기에서 승리하면서 승점 50점, 최종 순위 10위를 기록했다. 존 윌리엄스 블랙번 로버스 회장은 "샘 앨러다이스 감독은 우리의 여름에 공격수를 찾는 것을 최우선으로 삼았다."고 밝혔다.
페데르센은 2010년 11월 6일에 이우드 파크에서 열린 위건 애슬레틱과의 홈 경기에서 90분 동안 출전했고 골문에서 37m 떨어진 지점에서 올린 프리킥을 성공시켰다. 11월 10일에 뉴캐슬어폰타인에 위치한 세인트 제임스 파크에서 열린 뉴캐슬 유나이티드와의 원정 경기에서는 전반전 3분에 팀 동료였던 브렛 에머턴이 올린 어시스트를 오른발 슛으로 이어주면서 골을 만들어냈지만 조이 바턴의 복부를 주먹으로 가격하기도 했다. 페데르센은 11월 21일에 이우드 파크에서 열린 애스턴 빌라와의 홈 경기에서는 2골을 기록하면서 블랙번 로버스의 2-0 승리에 기여했다. 하프 타임에는 프리킥을 1번째 골로 연결했고 후반전 21분에는 라이언 넬슨이 날린 빗나간 슈팅을 2번째 골로 연결했다. 페데르센은 2010-11 프리미어리그 시즌에서 35경기에 출전하면서 4골을 기록했다.
페데르센은 2011년 8월 13일에 이우드 파크에서 열린 울버햄프턴 원더러스와의 2011-12 프리미어리그 개막전에서 선발 출전했으나 블랙번 로버스는 울버햄프턴 원더러스에 1-2 패배를 기록했다. 2011년 8월 20일에 열린 애스턴 빌라와의 원정 경기에서 선발 출전하여 후반전 7분에 골을 기록했으나 블랙번 로버스는 애스턴 빌라에 1-3 패배를 기록했다. 2011년 8월 27일에 열린 에버턴과의 홈 경기에서는 허벅지 부상을 당했는데 블랙번 로버스는 에버턴에 0-1 패배를 기록했다. 블랙번 로버스는 2011-12 프리미어리그 시즌에서 19위를 기록하면서 풋볼 리그 챔피언십(현재의 EFL 챔피언십)으로 강등당하고 말았다. 2012-13 풋볼 리그 챔피언스리그 시즌에서는 28경기에 출전하였으나 1골을 기록하는 데에 그쳤고 블랙번 로버스는 17위를 기록하면서 프리미어리그 승격에 실패했다.

### 카르데미르 카라뷕스포르
페데르센은 2013년 8월에 블랙번 로버스로부터 새로운 클럽을 찾을 수 있다는 말을 들었다. 덴마크의 일간 신문 《베를링스케》는 페데르센이 FC 코펜하겐과의 이적을 협의하고 있다고 보도했으나 FC 코펜하겐의 새 감독으로 임명된 노르웨이의 축구 감독인 스톨레 솔바켄은 페데르센과 계약하고 싶지 않다는 입장을 전했다. 블랙번 로버스에서 리그 288경기에서 출전한 페데르센은 2013년 8월 30일에 터키의 축구 클럽인 카르데미르 카라뷔크스포르로 이적했다. 하지만 2013-14 쉬페르리그 시즌에서 10경기에 출전하는 데에 그쳤다.

### 로센보르그 이적과 트롬쇠 복귀
페데르센은 2014년 3월에 로센보르그로 이적하면서 티펠리겐 무대에 복귀했고 2014 티펠리겐 시즌에서 24경기에 출전하여 3골을 기록했다. 로센보르그는 2015 티펠리겐, 노르웨이 축구컵 시즌에서 우승을 차지했는데 페데르센은 주전 경쟁에서 밀렸기 때문에 리그 4경기에 출전하는 데에 그쳤다. 페데르센은 2016년에 친정 팀인 트롬쇠와 1년 계약을 체결했다. 2017년부터 2019년까지 트롬쇠의 주전 선수로 활약하면서 리그 88경기에 출전하여 3골을 기록했다. 2020년에는 노르웨이의 3부 축구 리그인 2. 디비숀 소속 축구 클럽인 알타로 이적했다.

## 국가대표 경력
페데르센은 2004년 2월 18일에 북아일랜드 벨파스트에서 열린 북아일랜드와의 친선 경기에 출전하여 노르웨이 축구 국가대표팀에 데뷔했고 해당 경기에서 2골을 기록하여 노르웨이의 4-1 승리에 기여했다.
페데르센은 자신이 어린 시절에 좋아했던 축구 선수가 마르코 판 바스턴이라고 밝혔는데 2006년 9월 2일에 열린 헝가리 부다페스트에서 열린 헝가리와의 UEFA 유로 2008 예선 원정 경기에서 판 바스턴이 UEFA 유로 1988 결승전에서 기록한 유명한 골과 비슷한 골을 기록하여 노르웨이의 4-1 승리에 기여했다. 노르웨이의 주요 신문인 《아프텐포스텐》, 《다그블라데트》, 《베르덴스 강》은 페데르센을 "판 감스턴"(van Gamsten)이라고 불렀다. 페데르센은 헝가리와의 경기가 끝난 이후에 노르웨이 축구 협회로부터 국가대표팀 25경기 출전을 기념하는 황금시계를 받았다.
페데르센은 2009년 8월 12일에 노르웨이 오슬로에서 열린 스코틀랜드와의 2010년 FIFA 월드컵 유럽 지역 예선 홈 경기에서 전반전과 후반전 추가 시간에 골을 기록하여 노르웨이의 4-0 승리에 기여했다. 2010년 11월 17일에 아일랜드 더블린에서 열린 아일랜드와의 친선 경기에서는 90분 동안 출전하면서 절묘한 프리킥 골을 기록했고 노르웨이의 2-1 승리에 기여했다.
페데르센은 2012년 8월 15일에 노르웨이 오슬로에서 열린 그리스와의 친선 경기에서 노르웨이가 그리스에 2-3 패배를 기록한 이후에 한동안 국가대표팀에 소집되지 않았으며 아이슬란드, 슬로베니아와의 2014년 FIFA 월드컵 유럽 지역 예선 경기를 앞두고 있던 노르웨이 축구 국가대표팀 명단에서도 제외되었다. 페데르센은 노르웨이 축구 국가대표팀 국가대표팀에서 74경기에 출전하여 14골을 기록했다.
페데르센은 다닐 브로텐이 2013년 11월에 열린 덴마크, 스코틀랜드와의 친선 경기를 앞둔 상황에서 부상으로 인해 하차하면서 노르웨이 축구 국가대표팀 명단에서 이름을 올렸다. 페데르센은 2014년에 노르웨이 축구 국가대표팀에서 은퇴할 때까지 83경기에 출전하여 17골을 기록했다.

## 사생활
모르텐 감스트 페데르센은 1970년대 후반과 1980년대 초반 사이에 보되/글림트, 볼레렝아에서 활약했던 축구 선수인 에른스트 페데르센의 아들이다. 모르텐 감스트 페데르센의 아버지는 아들이 프로 축구 선수가 되기 위해 타고난 오른발보다는 왼발을 사용하도록 훈련시켰는데 이는 스포츠 내에서 왼쪽에 편향된 역할 경쟁이 덜하기 때문이었다. 그 결과 왼발은 모르텐 감스트 페데르센의 우세한 발이 되었다.
페데르센은 부분적인 사미인 출신이다. 페데르센은 2007년에 발행된 노르웨이의 사미어 신문 《사가트》과의 인터뷰에서 비록 대부분이 어머니 쪽이지만 부모가 사미인의 혈통을 갖고 있다고 전했다. 하지만 자신이 갖고 있는 사미어에 대한 지식이 매우 제한적이라는 사실을 인정했다고 한다.
페데르센은 동료 축구 선수인 프레디 두스 산투스, 레이먼드 크비스비크, 크리스토페르 헤스타드, 외위빈 스벤닝과 함께 노르웨이의 보이 그룹인 더 플레이어(The Players)를 결성했다. 범죄 예방을 위반 축구 캠페인의 도움으로 발매된 그들의 첫 싱글 앨범은 스칸디나비아 전체 지역에서 히트를 기록했다. 페데르센은 노르웨이의 음악가인 폴 보크토르사보이의 친척이기도 하다. 대한민국의 인터넷 방송인인 감스트는 그의 이름에서 따온 예명이라고 한다.

## 수상

### 클럽
로센보르그
- 티펠리겐 1회 우승 (2015)
- 노르웨이 축구컵 1회 우승 (2015)

### 개인
- 2002 노르웨이 1. 디비숀 시즌 득점왕 수상